# Paralimnophila perreducta
Paralimnophila perreducta är en tvåvingeart som först beskrevs av Alexander 1939.  Paralimnophila perreducta ingår i släktet Paralimnophila och familjen småharkrankar. Inga underarter finns listade i Catalogue of Life.